# شواهد تبار مشترک
شواهد تبار مشترک جانداران، در طول دهه‌ها توسط دانشمندانی که در رشته‌های مختلفی پژوهش می‌کنند کشف شده‌اند، که نشان می‌دهند کل حیات بر روی زمین از جدی یگانه می‌آید، به عبارتی دیگر: تبار مشترک تمامی حیات بر روی زمین از یک جهان‌نیای پایانی توسعه یافته‌است؛ و این، چارچوبی نظری را بنا می‌گذارد که نظریه فرگشت بر آن قرار می‌گیرد، و نشان می‌دهد که فرگشت دارد اتفاق می‌افتد، و قادر است تا روال‌هایی را که تنوع زیستی زمین را ایجاد کرده‌اند نشان بدهد. به علاوه، این شواهد سنتز فرگشتی مدرن را پشتیبانی می‌کنند —نظریه علمی کنونی‌ای که توضیح می‌دهد چگونه و چرا حیات در طول زمان دگرگون می‌شود. زیست‌شناسان تکاملی شواهد و مدارک تبار مشترک را در طول تمام مسیر به عقب تا آخرین جهان‌نیای پایانی، با ایجاد پیش‌بینی‌های قابل راستی آزمایی، راستی آزمایی فرضیه‌ها، و ساخت نظریه‌هایی که علت‌هایش را توضیح دهند و روشن کنند، مستند می‌کنند.
مقایسه توالی‌های ژنتیکی دی‌ان‌ای ارگانیسم‌ها آشکار کرده‌است که ارگانیسم‌هایی که به لحاظ تبارزایشی به هم نزدیکند، درجه بالایی از شباهت قطعات ژنتیکی مانند شبه‌ژن‌ها را نیز دارند، که شبه‌ژن‌ها بخش‌هایی از دی‌ان‌ای هستند که با ژنی در یک ارگانیسم مرتبط، ارتاساخت هستند، اما دیگر فعال نیستند و ظاهراً تحت روندی ثابت از زوال یا واگونگی از جهش‌های انباشتی قرار گرفته‌اند، که این تبار مشترک را، همراه با ساختار بیوشیمیایی همگانی، و الگوهای دگرگون‌پذیری مولکولی که در تمام ارگانیسم‌ها یافت می‌شود را اثبات و پشتیبانی می‌کند. اطلاعات ژنتیکی اضافه، به‌طور قاطعانه خویشاوندی حیات را اثبات می‌کنند و دانشمندان را قادر ساخته‌اند (از زمان کشف دی‌ان‌ای) که درخت‌های تبارزایشی را بسازند: ترسیمی از خویشاوندی فرگشتی ارگانیسم‌ها. این‌ها همچنین به ایجاد تکنیک‌های ساعت مولکولی برای تعیین تاریخ‌های انشعاب تاکسون‌ها و کالیبره کردنشان با سوابق فسیلی منجر شده‌است.
فسیل‌ها برای تخمین این که کی تبارهای مختلف در مقیاس‌های زمانی مختلف زمین‌شناختی توسعه یافتند و ایجاد شدند مهم هستند. از آن جا که فسیل‌شدن‌ها وقایعی نادر هستند، که معمولاً نیاز به اجزاء بدنی سخت و همچنین مرگ نزدیک مکان‌هایی که رسوب‌ها دارند ته‌نشین می‌شوند دارند، سوابق فسیلی تنها اطلاعات پراکنده و تک و توک و گاه به گاهی را در مورد فرگشت حسات می‌دهند. مخصوصاً شواهد ارگانیسم‌های پیش از توسعه اجزاء بدنی سخت مانند صدف‌ها، استخوان‌ها و دندان‌ها، کمیاب هستند، اما به شکل میکروفسیل‌های کلانسان، و همچنین نقش‌ها و نشان‌های ارگانیسم‌های نرم-تن مختلف وجود دارند. مطالعه تطبیقی کالبدشناسی گروه‌های مختلف حیوانات ویژگی‌هایی ساختاری را نشان می‌دهد که به‌طور بنیادین مشابه هستند یا اصطلاحاً هم‌ساخت هستند، که نشان گر روابط تبارزایشی و دیرینه با دیگر ارگانیسم‌ها هستند، مخصوصاً بیش از همه وقتی که با فسیل‌های ارگانیسم‌های منقضرش شده کهن مقایسه انجام می‌شود. ساختارهای بازمانده ژنتیکی یا اصطلاحاً وستیجال و مقایسه‌ها و مشابهت‌ها در رشد جنینی، تا حد زیادی عوامل و معیارهایی مؤثر و دخیل در همسانی‌های کالبدشناختی در هماهنگی با نیای مشترک هستند. از آن جا که فرایندهای دگرگشتی (متابولیک) فسیل به جای نمی‌گذارند، تحقیقات در فرگشت فرایندهای پایه سولی به‌طور زیادی توسط مقایسه فیزیولوژی و زیست‌شیمی ارگانیسم‌های موجود انجام می‌شوند. بسیاری از تبارها در مراحل مختفی از توسعه انشعاب یافتند، بنابراین با مقایسه خصیصه‌های نوادگان یک تبار مشترک امکان تعیین این که کی فرایندهای دگرگشتی خاصی ظهور کردند وجود دارد.
شواهد بیشتری از رشته جغرافیای زیستی می‌آیند چرا که فرگشت با تبار مشترک بهترین، و کامل‌ترین و موشکافانه‌ترین تبیین برای داده‌های بسیار گوناگونی در مورد توزیع جغرافیایی گیاهان و حیوانات در سراسر دنیا می‌باشد. آنچه که ذکر شد مخصوصاً در نظریه جغرافیای زیستی جزایر مشهود است. در ترکیب با نظریه جغرافیایی به خوبی پایه‌گذاری شده زمین‌ساخت صفحه‌ای، نیای مشترک راهی را برای ترکیب داده‌ها در مورد توزیع فعلی گونه‌ها، و شواهدی که از سابقه فسیلی به دست آمده‌اند، ارائه می‌دهد، تا تبیینی از لحاظ منطقی محکم و منسجم و بی تناقض را ارائه کند از این که چگونه پراکندگی جانداران زنده در طول زمان تغییر کرده‌اند.
توسعه و گسترش باکتری‌های مقاوم به آنتی‌بیوتیک مدرکی را مبنی بر این که فرگشت به دلیل انتخاب طبیعی یک فرایند در حال انجام در دنیای طبیعی است، ارائه می‌دهد. انتخاب طبیعی در تمام تحقیقات متعلق به فرگشت بسیار همه جا حاضر و فراگیر است، با توجه به این واقعیت که تمام مثال‌هایی که در ادامه در هر قسمت این مقاله می‌آیند این روال فراگیری را مستندساز می‌کنند. در کنار این، نمونه‌های مشاهده شده‌ای از جداشدن جمعیت گونه‌ها به مجموعه‌هایی از گونه‌های جدید وجود دارد (گونه‌زایی). گونه‌زایی به‌طور مستقیم و غیر مستقیم در آزمایشگاه‌ها و همچنین طبیعت مشاهده شده‌است. اشکال گوناگونی از آن به عنوان مثال‌هایی از روال‌های گونه‌زایی تک زیوی توصیف و مستند شده‌اند. به علاوه، شواهد تبار مشترک، از آزمایش‌های آزمایشگاهی با زادگیری گزینشی ارگانیسم ها—هم از لحاظ تاریخی و هم در حال حاضر—و دیگر آزمایش‌های کنترل شده در مورد بسیاری از موضوعات این مقاله به دست می‌آیند. این مقاله رشته‌ها و زمینه‌های مختلفی که شواهد فرگشت و نیای مشترک تمامی حیات بر روی زمین را ارائه می‌کنند را، همراه با مثال‌های متعدد و تخصصی، که حاکی از هماهنگی و توافق مدارک هستند، خلاصه می‌کند.

## شواهد برآمده از زیست‌شیمی و فیزیولوژی تطبیقی
جستارهای وابسته: نسب مشترک، جهان‌نیای پایانی، نزدیک‌ترین نیای مشترک، سیر زمانی فرگشت انسان، رمز ژنتیکی

### ژنتیک
یکی از محکم‌ترین مدارک برای‌تبار مشترک از مطالعه رشته‌های ژنتیکی می‌آید. تحلیل تطبیقی توالی، رابطه بین توالی‌های دی‌ان‌ای گونه‌های متفاوت را بررسی می‌کند، که چندین ردیف مدرک در تأیید فرضیه اصلی‌تبار مشترک داروین تولید می‌کند. اگر آن فرضیه داروین درست باشد، آن گاه گونه‌هایی که با هم نیای مشترکی دارند، توالی دی‌ان‌ای آن نیایشان را، و همچنین جهش‌های منحصر به فرد او را به ارث برده‌اند. گونه‌هایی که به هم بیشتر نزدیک تر و مرتبط ترند، بخش بزرگ‌تری از توالیشان و جایگزینی‌های مشترکشان عیناً مثل هم است، در مقایسه با گونه‌های به نسبت دور تر.

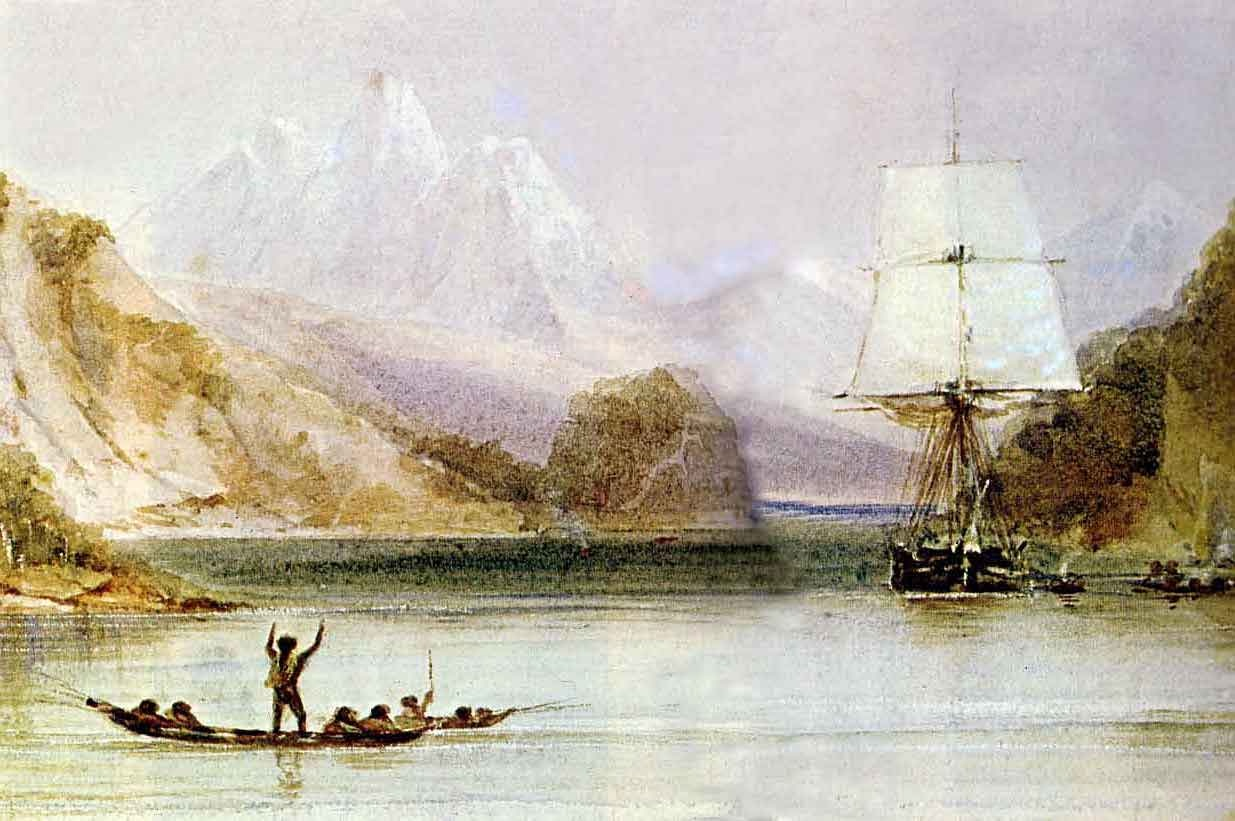
شکل الف۱: چارلز داروین هنگامی که در کشتی اچ‌ام‌اس بیگل بود، نمونه‌های متعددی را جمع‌آوری کرد، که خیلی‌هایشان برای علم جدید بودند، که این نمونه‌ها تئوری فرگشت از طریق انتخاب طبیعی بعدهای او را پشتیبانی کرد.

ساده‌ترین و قدرتمندترین مدرک توسط بازساخت فیلوژنتیک ارائه شده‌است. چنین بازسازی‌هایی، مخصوصاً وقتی که با استفاده از دنباله‌های پروتئینی به کندی تکامل یابنده انجام شود، اغلب کاملاً قوی هستند و می‌توانند برای بازسازی مقدار زیادی از تاریخ تکاملی ارگانیسم‌های مدرن (و حتی در برخی موارد تاریخ تکاملی ارگانیسم‌های منقرض، مانند دنباله‌های ژنتیکی بازیابی شده از ماموت‌ها یا نئاندرتال‌ها) به کار گرفته شوند. این فیلوژنی‌های بازسازی‌شده به اختصار روابطی را که از طریق مطالعات بیوشیمیایی و ریخت‌شناختی به ثبوت رسانده شده‌اند را بازگو می‌کنند. مفصل‌ترین بازسازی‌ها بر اساس ژنوم‌های میتوکندریایی ای که همه ارگانیسم‌های یوکاریوت به اشتراک دارند انجام شده‌است، که این ژنوم‌ها کوتاه و برای مرتب‌سازی آسان هستند؛ وسیع‌ترین بازسازی‌ها یا با استفاده از تعدادی پروتئین بسیار کهن یا با استفاده از توالی آران‌ای ریبوزومی انجام شده‌اند.
روابط تبارزایشی گستره وسیعی از عناصر غیرفعال توالی را در بر می‌گیرد، از جمله: تکرارها، ترنسپوزون‌ها (سازه‌های جابجاشدنی)، شبه‌ژن‌ها و جهش‌ها در توالی‌های مسئول ساخت پروتئین که توالی آمینو-اسید را تغییر نمی‌دهند. در حالی که اقلیتی از این عناصر ممکن است بعداً یافت شود که عملکردی را در سر دارند، در مجموع آن‌ها نشان می‌دهند که همسانی می‌بایستی محصول تبار مشترک باشد تا عملکرد مشترک.

#### سازمان بیوشیمیایی جهان‌شمول و طرح‌های واریانس مولکولی
تمام ارگانیسم‌های باقی بر پایه روال‌های بیوشیمیایی یکسانی هستند: اطلاعات ژنتیکی به صورت اسید نوکلئیک کدگذاری می‌شود (DNA، یا RNA برای ویروس هاا)، به RNA ترانویسی می‌شود، آنگاه توسط ریبوزوم‌های highly conserved به پروتئین‌ها (یعنی، پلیمرهای آمینواسیدها) ترجمه می‌شود.

## شواهد برآمده از آناتومی تطبیقی
مطالعه تطبیقی آناتومی گروه‌های جانوران یا گیاهان آشکار می‌سازد که ویژگی‌های ساختاری ویژه‌ای اساساً همسان هستند. برای مثال، ساختار اساسی تمامی گل‌ها از کاسبرگ‌ها، گلبرگ‌ها، کلاله، خامه و تخمدان تشکیل شده‌است؛ در عین حال اندازه، رنگ، تعداد اجزاء و ساختار ویژه برای هر گونه منفرد متفاوت است. آناتومی پیی بقایای فسیل‌گشته می‌توانند همچنین توسط تکنیک‌های تصویربرداری پیشرفته مقایسه شوند.

### نیاسانی‌ها
چیزی که یک زمانی به عنوان ردیه‌ای بر تئوری فرگشت تصور می‌شد، نیاسانی‌ها «الان به عنوان شواهدی قوی دیده می‌شوند از این که چه مقدار پتانسیل ژنتیکی حفظ می‌شود… پس از این که ساختار ویژه‌ای از گونه‌ای محو شد».

## شواهد برآمده از مدل‌سازی ریاضی
علوم رایانه، امکان مطالعه بازانجام در سامانه‌های پیچیده خودتغییردهنده را فراهم می‌کند، که این مطالعه امکان به دست آوردن فهمی ریاضیاتی از ذات روال‌های پشت فرگشت را فراهم می‌کند؛ که شواهدی را برای علت‌های نهان رویدادهای شناخته‌شده فرگشتی ارائه می‌کند. برای اولین بار فرگشت مکانیسم‌های سلولی به خصوصی می‌توانند به روشی دقیق و همسان مطالعه شوند، مانند مکانیسم پیرایشگر که می‌تواند ژنوم سلول را تبدیل به کارگاهی بزرگ و کلان از میلیاردها قطعه قابل معاوضه کند که می‌تواند ابزارهایی را بسازد که ابزارهایی را بسازد که ابزارهایی را بسازد که ما را بسازد.
«بیش از پنج دهه به طول انجامیده‌است، اما کامپیوترهای الکترونیکی حالا به اندازه کافی قدرتمند هستند تا فرگشت را شبیه‌سازی کنند»، بیوانفورماتیک را در تلاش آن برای حل مسائل بیولوژیکی یاری کنند.

## نتیجه‌گیری پژوهشی
در این مورد شواهد تبار مشترک اشاره به یک نتیجه‌گیری پژوهشی در این مورد است. در سال ۲۰۰۵ بیش از صد نفر از دانشمندان در ده مؤسسه پژوهشی بزرگ (۹ آمریکایی یک آلمانی) مطالعهٔ ۲۳۷ میلیون جفت از اجزای تشکیل‌دهندهٔ کروموزوم شماره ۲ انسان، نشان می‌دهد که این کروموزوم می‌تواند از جوش خوردن دو کروموزوم شامپانزه ایجاد شده‌باشد. نتایج پژوهش‌های آنان در مقاله‌ای در شماره ۴۳۴ مجله معتبر علمی نیچر چاپ شده‌است. نتایج این مقاله نشان می‌دهد انسان و شامپانزه نیاکان مشترک داشته‌اند.
پژوهش‌گران نتیجه‌گیری می‌کنند: تجزیه‌وتحلیل‌های گسترده وجود ساختار زیربنایی توالی را تأیید می‌کند، و گسترش درک ما را از ساختار و تکامل کروموزوم‌های پستانداران، گسترش می‌دهد، این گسترش شامل ژن‌های بی‌رمز (بدون پروتئین)، سگمنتال‌های تکراری و قسمت‌های بسیار متنوع است.

## ارجاعات
1. ↑  Mount, D.M. (2004). Bioinformatics: Sequence and Genome Analysis (2nd ed.). Cold Spring Harbor Laboratory Press: Cold Spring Harbor, NY. ISBN 0-87969-608-7.
2. ↑  Penny, David; Foulds, L. R.; Hendy, M. D. (1982). "Testing the theory of evolution by comparing phylogenetic trees constructed from five different protein sequences". Nature. 297 (5863): 197–200. Bibcode:1982Natur.297..197P. doi:10.1038/297197a0. PMID 7078635.
3. ↑  Max, Edward (5 May 2003). "Plagiarized Errors and Molecular Genetics". The Talk Origins Archive. Retrieved 4 May 2018.
4. ↑  Tanaka, G.; Hou, X.; Ma, X.; Edgecombe, G.D.; Strausfeld, N.J. (October 2013). "Chelicerate neural ground pattern in a Cambrian great appendage arthropod". Nature. 502 (7471): 364–367. Bibcode:2013Natur.502..364T. doi:10.1038/nature12520. PMID 24132294.
5. ↑  Hall, Brian K. (1995), "Atavisms and atavistic mutations", Nature Genetics, 10 (2): 126–127, doi:10.1038/ng0695-126, PMID 7663504
6. ↑  L.W. Hillier et al. (2005),"Generation and annotation of the DNA sequences of human chromosomes 2 and 4", Nature, 434, 724-731

مشاهده مقاله: http://www.nature.com/nature/journal/v434/n7034/abs/nature03466.html